# Ama-gi

Ama-gi in sumerischer Keilschrift

Das alte sumerische Wort ama-gi4 (𒂼𒄄), ama-ar-gi4 oder amargi wird heute als „Freiheit“ oder „öffentlicher Schuldenerlass“ gedeutet. Wortwörtlich lässt es sich mit „Rückkehr zur Mutter“ übersetzen. Dies bezieht sich auf die Freiheit, die aufgrund eines öffentlich proklamierten Schuldenerlasses den Betroffenen von Schuldknechtschaft zugutekam. Oft wurden Mitglieder verschuldeter Familien an den Gläubiger und seine Familie sozusagen verpfändet und konnten nach einem Schuldenerlass zu ihrer Familie, bzw. Mutter, zurückkehren. Eine vergleichbare Institution ist das im 3. Buch Mose überlieferte Jubeljahr der Israeliten.
Der erste dokumentierte öffentliche Schuldenerlass wurde 2400 v. Chr. durch den sumerischen Herrscher En-metena im Stadtstaat Lagaš nach seinem Sieg über Umma proklamiert. Der Ethnologe und Anarchist David Graeber stellt die Institution der amar-gi in seinem Buch Schulden: Die ersten 5000 Jahre in einen sozialreformerischen Kontext.
Der Schriftzug Ama-gi wird demgegenüber auch von einigen Libertären und Anarchokapitalisten als Symbol für ihre Freiheitskonzeption verwendet. In diesem Zusammenhang wird es als erste schriftliche Repräsentation des Konzeptes der Freiheit in der Geschichte der Menschheit angesehen. Das Journal der Hayek Society an der London School of Economics, der größten libertären Studentengruppe in England, trägt den Titel „Ama-Gi“, und der Schriftzug ist das Logo des Instituto Político para la Libertad in Peru. Eine typographische Version des Symbols (AMAGI) ist als Marke von der libertären privaten Bildungseinrichtung Liberty Fund, Inc. zur Vermarktung seiner Publikationen eingetragen.